# کولمن (میشیگان)
کولمن، میشیگان (به انگلیسی: Coleman, Michigan) یک شهر در ایالات متحده آمریکا با جمعیت ۱٬۲۴۳ نفر است که در میشیگان واقع شده‌است.

## موقعیت جغرافیایی
موقعیت جغرافیایی شهرها و مناطق اطراف به شرح زیر است: